# Zuzana Dienstbierová
Zuzana Dienstbierová, rozená Wíšová (25. února 1947 – 22. září 2017) byla česká psycholožka (čestná členka ČMPS), bojovnice za občanské svobody a demokracii a signatářka Charty 77.

## Život
Narodila se v rodině malíře Jaromíra Wíša. 26. července 1968 si na Zbraslavi vzala Jiřího Dienstbiera. Ještě během studií strávila na konci 60. let několik let ve Washingtonu, kde byl manžel zahraničním zpravodajem Československého rozhlasu, narodil se jim tam i syn Jiří. V době normalizace se starala o něj. Ještě před koncem roku 1976, konkrétně 22. prosince, podepsala dokument Charty 77, chystaný ke zveřejnění na 1. ledna 1977, a byla tak nejen mezi prvními organizátory, ale současně i druhým nejmladším signatářem základního dokumentu, neboť jí v době jejího podpisu bylo 29 let.
Dienstbierová patřila prvních pět let k nejaktivnějším signatářům Charty 77, i když se nikdy nestala její mluvčí (z důvodu výchovy syna). Jednou z opor Charty 77 a posléze dalších aktivit zůstala až do sametové revoluce. Po revoluci se už do politického dění nezapojila a žila v soukromí, věnovavše se rodině a svému povolání.